# Сорга (коммуна)
Сорга́ (итал. Sorgà) — коммуна в Италии, располагается в провинции Верона области Венеция.
По данным Национального института статистики, на 01.01.2023 года, население коммуны составляло 2938 человек, плотность населения ─ 93,17 чел./км². Коммуна занимает площадь 31,53 км². Почтовый индекс — 37060. Телефонный код — 045.
В коммуне 8 сентября особо празднуется Рождество Пресвятой Богородицы. 

## Население
Название жителей ─ соргарези (итал. sorgaresi).
Динамика населения:

## Администрация коммуны
Муниципалитет входит в движение «Соглашение мэров».